# Eric Detthow
Eric Detthow, född 27 februari 1888 i Vassända-Naglums socken i Älvsborgs län, död 25 december 1952, var en svensk konstnär, verksam i Paris.
Detthow studerade 1912–1913 vid Konstakademien i Stockholm och 1914–1915 i Paris. Han återvände till Paris 1919 och bosatte sig där. Hans tavlor ställdes första gången ut på Konstföreningen 1913 och senare dels där, dels på Liljevalchs konsthall. Han invaldes 1920 till medlem i Salon d'automne i Paris (höstsalongen) och deltog i deras årliga utställning, där han också var jurymedlem. Han deltog i Salon des Tuileries sedan starten 1923 och i Salon le temps présent. Han var representerad vid Exposition d’Arts Décoratifs 1924 och har deltagit i utställandet av fransk konst i de flesta europeiska huvudstäder. Han är representerad i Nationalmuseum, sedan 1928 Vänersborgs museum, Norrköpings konstmuseum  och Kalmar konstmuseum.
Detthow målade landskap från Provence och byar utanför Paris, vid sidan av stilleben och porträtt. Han tog intryck av Paul Cézanne, Georges Seurat, Charles Dufresne och André Dunoyer de Segonzac.
Eric Detthow var son till ingenjör Rudolph Detthow och Anna Hofflander och brorson till pedagogen Alma Detthow. Han gifte sig 1926 med Yvonne Kuntz.